# Ernesto Cristaldo
Ernesto Cristaldo (ur. 16 marca 1984) – paragwajski piłkarz występujący na pozycji pomocnika w paragwajskim klubie Cerro Porteño i w reprezentacji Paragwaju.

## Kariera klubowa
Cristaldo zaczął swoją karierę w 2004 roku w klubie Cerro Porteño. Pomiędzy 2008 a 2009 rokiem grał dla argentyńskiego Newell’s Old Boys Rosario, lecz po tej krótkiej przygodzie powrócił do Cerro Porteño.

## Kariera reprezentacyjna
W 2003 roku Cristaldo wystąpił wraz z reprezentacją Paragwaju do lat 20 na mistrzostwach świata U-20. W 2004 roku wraz z reprezentacją olimpijską zdobył srebrny medal na Igrzyskach Olimpijskich w Atenach.